# Jimmy Rushing
Jimmy Rushing (James Andrew Rushing), est un chanteur de blues et de jazz américain, né à Oklahoma City (Oklahoma) le 26 août 1903 et mort à New York le 8 juin 1972.
Il doit son surnom de « Mr. Five by Five » (cinq pieds de haut sur cinq pieds de large) à sa forte corpulence.

## Biographie
Après avoir joué 13 ans dans l'orchestre de Count Basie, il entame une carrière solo tout en continuant à faire des sessions, en particulier avec Duke Ellington.

## Discographie
- 1955: Jimmy Rushing Sings the Blues
- 1955: Listen to the Blues
- 1956: Cat Meets Chick
- 1957: The Jazz Odyssey of James Rushing Esq.
- 1958: Little Jimmy Rushing and the Big Brass
- 1958: If This Ain't the Blues
- 1960: Brubeck and Rushing -  The Dave Brubeck Quartet featuring Jimmy Rushing
- 1960:  Rushing Lullabies (avec Ray Bryant, Sir Charles Thompson, Buddy Tate, Skeeter Best, Gene Ramey et   Jo Jones)
- 1960: Jimmy Rushing and the Smith Girls
- 1963: Five Feet of Soul (avec Al Cohn, Snooky Young et Zoot Sims)
- 1964: Two Shades of Blue
- 1967:  Every Day I Have the Blues (avec Clark Terry, Dickie Wells, Buddy Tate)
- 1967: Gee, Baby, Ain't I Good to You
- 1967: Who Was It Sang That Song? (avec Buck Clayton, Sir Charles Thompson)
- 1967: Blues and Things
- 1968: Livin' the Blues
- 1986: Sent for You Yesterday
- 1971: The You and Me That Used to Be
- 1971: Goin' to Chicago (avec Lawrence Brown, Vic Dickenson, Walter Page et Freddie Green)